# Horohovîșce, Liuboml
Horohovîșce (în ucraineană Горохо́вище, poloneză Grochowiska) este un sat în comuna Stolînski Smolearî din raionul Liuboml, regiunea Volînia, Ucraina.

## Demografie
Componența lingvistică a localității Horohovîșce
     Ucraineană (100%)
Conform recensământului din 2001, toată populația localității Horohovîșce era vorbitoare de ucraineană (100%).